# Hrib pri Fari
Hrib pri Fari je naselje v Občini Kostel.